# Atrium Carceri
Atrium Carceri es un grupo y proyecto musical sueco liderado por Simon Heath. 
En 2003 publicó Cellblock siendo su primer álbum bajo el sello discográfico: Cold Meat Industry, donde estuvo hasta 2011 cuando se pasó a Cryo Chamber.
Aparte de este grupo, Heath también ha publicado varios álbumes bajo el nombre de Sabled Sun.

## Género y temática musical
Está descrito como un experimental de música ambiental oscura e industrial. Al igual que otros artistas como Lull y Lustmord, Atrium Carceri utiliza sintetizadores, efectos de sonido, samples de películas y anime y otros instrumentos para crear ritmos lentos, melodías tétricas y texturas complejas inspiradas en la desolación, la soledad y la decadencia ambiental.
El grupo ha sido valorado positivamente por los críticos musicales a la hora de crear una "atmósfera penetrante". Según el propio Heath, "cada solo publicado de Atrium Carceri está centrado en un arco argumental específico dentro de una historia".

## Discografía

### Álbumes de estudio
- Cellblock (2003)
- Seishinbyouin (2004)
- Kapnobatai (2005)
- Ptahil (2007)
- Souyuan (2008)
- Phrenitis (2009)
- Reliquiae (2012)
- Void (2012)
- The Untold (2013)
- The Old City - Leviathan (Official Soundtrack) (2015)
- Metropolis (2015)
- Archives 1-2  (2016)
- Codex (2018)
- Mortal Shell Soundtrack (2020)
- Forgotten Gods (2023)

### Colaboraciones con otros artistas
- Sacrosanct (with Eldar) (2012)
- Cthulhu (Cryo Chamber Collaboration) (2014)
- Onyx (with Apocryphos and Kammarheit) (2015)
- Azathoth (Cryo Chamber Collaboration) (2015)
- Nyarlathotep (Cryo Chamber Collaboration) (2016)
- Echo (with Apocryphos and Kammarheit) (2017)
- Black Corner Den (with Cities Last Broadcast) (2017)
- Yog-Sothoth (Cryo Chamber Collaboration) (2017)
- Miles to Midnight (with Cities Last Broadcast and God Body Disconnect) (2018)
- Ur Djupan Dal (with Herbst9) (2018)
- Shub-Niggurath (Cryo Chamber Collaboration) (2018)
- Black Stage of Night (with Cities Last Broadcast) (2019)
- Hastur (Cryo Chamber Collaboration) (2019)
- Yig (Cryo Chamber Collaboration) (2020)

### Como Sabled Sun
- 2145 (2012)
- 2146 (2012)
- Signals I (2013)
- Signals II (2013)
- Signals III (2013)
- Signals IV (2014)
- 2147 (2015)
- Signals V (2015)
- Signals VI (2015)
- 2148 (2016)
- 2149 (2021)